# Zeichen der Zeit (Fernsehreihe)
Zeichen der Zeit war der Name einer Dokumentarfilmreihe des Süddeutschen Rundfunks (SDR), in der zwischen 1957 und 1973 insgesamt 56 Filme entstanden. Die Filme blickten „hinter die Kulissen des Wirtschaftswunders, besuchten Schützenvereine, mokierten sich über den deutschtümelnden Wagnerkult, begleiteten einen Wahlkampf, entlarvten das faschistoide Potential der Burschenschaften, kümmerten sich um Tierquälerei, Verkehr, Schulen und Müll. (…) Der Off-Kommentar war lakonisch, ein spöttischer und ironischer Blick entstand auch dadurch, dass widersprüchliche Szenen gezielt aneinander montiert wurden. Dieser Stil sollte die ganze Reihe prägen.“ Die Reihe wird als Paradebeispiel der so genannten Stuttgarter Schule des Dokumentarfilms gesehen und wird „bis heute (als) stilbildend“ bezeichnet.

## Geschichte
Die Reihe Zeichen der Zeit wurde von der Dokumentarabteilung des SDR unter Leitung von Heinz Huber entwickelt. Nach seinem Tod 1968 übernahm Dieter Ertel die Leitung. Viele der Autoren kamen aus dem Hörfunk oder von der Zeitschrift Der Spiegel, von wo sie einen pointierten, ironisch, manchmal sarkastisch geprägten Schreibstil mitbrachten. Von der dokumentarischen Tradition des Dritten Reiches mit schönfärberischen, idyllischen Kulturfilmen wollten sie sich absetzen. „Ich glaube, unser Ausgangspunkt war unterschwellig immer, das Gegenteil mit Film zu machen von dem, was die Nazis damit gemacht hatten, die ihn äußerst geschickt benutzt hatten, die Wirklichkeit zu überhöhen, um gewaltige patriotische Emotionen auszulösen. (…) Wir waren entschlossen, den Film kritisch einzusetzen. Diese Mittel der Vergegenwärtigung, der Lebendigkeit zu benutzen, um Wirklichkeit unheroisch und eher entlarvend und kritisch darzustellen.“
Ende 1957 produzierte die Redaktion den Film Ein Großkampftag – Beobachtungen bei einer Boxveranstaltung von Dieter Ertel, der zum Vorbild der in der Folge entwickelten Reihe Zeichen der Zeit wurde. In dem Film wurde nicht wie bis dahin üblich das Sensationelle des Kampfes hervorgehoben, sondern es wurde ein Blick hinter die Kulissen getan, auf den Alltag von Boxern, die vom Lampenfieber gepeinigt waren. Schon kurz später lief der erste Film der Reihe Wenn die Weihnachtskassen klingeln. Auf den Einfluss des Direct Cinema reagierte die Redaktion 1966 mit dem Film Die Misswahl – Beobachtungen bei einer Schönheitskonkurrenz von Roman Brodmann. Einer der bekanntesten Filme der Reihe wurde Der Polizeistaatsbesuch – Beobachtungen unter deutschen Gastgebern, ebenfalls von Brodmann (1967), der den Staatsbesuch von Schah Mohammad Reza Pahlavi in Deutschland dokumentierte, einschließlich der Ausschreitungen gegenüber Berliner Demonstranten, in deren Verlauf der Student Benno Ohnesorg von einem Polizisten erschossen wurde.
Für die Arbeit der Dokumentarabteilung des SDR war es zu der Zeit typisch, parallel zahlreiche verschiedene Reihen zu produzieren, wie Tatsachen über Legenden, Bei der Arbeit beobachtet, Das Dritte Reich etc. Die Reihe Zeichen der Zeit wurde besonders bekannt und begründete das Renommee der Dokumentarabteilung des Süddeutschen Rundfunks als „Stuttgarter Schule“.

## Autoren der Reihe
- Peter Adler
- Wilhelm Bittorf
- Roman Brodmann
- Peter Dreessen
- Dieter Ertel
- Georg Friedel
- Helmut Greulich
- Heinz Huber
- Elmar Hügler
- Peter Nestler
- Corinne Pulver
- Helmuth Rompa
- Kurt Ulrich

## Filme in der Reihe (Auswahl)
- Ein Großkampftag. Beobachtungen bei einer Boxveranstaltung. (1. August 1957, von Dieter Ertel, Interviews Peter Schier-Gribowsky)
- Wenn die Weihnachtskassen klingeln. Bemerkungen im Advent. (21. Dezember 1957, von Dieter Ertel, Interviews Georg Friedel)
- Die Kunden der Traumfabrik. Eine Studie über Filmfreunde und -fans. (12. Oktober 1958, von Dieter Ertel, Interviews Georg Friedel)
- Neubauwunderlichkeiten. Beobachtungen von Dieter Ertel. (23. Februar 1959, von Dieter Ertel, Interviews Georg Friedel)
- Der Aufstand der Jecken. Beobachtungen beim Kölner Karneval. (28. März 1960, von Dieter Ertel, Interviews Georg Friedel)
- Tortur de France. Bericht über eine Radrundfahrt. (10. August 1960, von Dieter Ertel)
- Schützenfest in Bahnhofsnähe. Beobachtungen auf dem Dorfe. (1. September 1961, von Dieter Ertel und Georg Friedel, Sprecher Robert Graf)
- Burschenherrlichkeit. Beobachtungen bei schlagenden Studenten. (14. Februar 1962, von Wilhelm Bittorf, Sprecher Siegfried Wischnewski)
- Schul-Beispiele. Beobachtungen an deutschen Erziehungsstätten. (27. April 1962, von Helmut Greulich)
- Europa in 24 Tagen. Beobachtungen bei einer amerikanischen Reisegesellschaft. (12. Juni 1962, von Helmut Greulich)
- Gast im Schloss. Beobachtungen in Schlosshotels. (17. August 1962, von Georg Friedel, Sprecher Joachim Teege)
- Saison in Walhall. Beobachtungen bei den Festspielen von Bayreuth. (19. Oktober 1962, von Wilhelm Bittorf und Helmut Greulich, Sprecher Wolfgang Wendt)
- Die unzufriedenen Frauen. Beobachtungen beim gleichberechtigten Geschlecht. (7. Februar 1963, von Wilhelm Bittorf und Helmut Greulich, Sprecher Karl Ebert)
- Fernsehfieber. Bemerkungen über das Massenmedium und sein Publikum. (25. Juni 1963, von Dieter Ertel und Georg Friedel)
- Tod und Spiele. Beobachtungen beim 24-Stunden-Rennen von Le Mans. (5. August 1963, von Wilhelm Bittorf, Sprecher Hannes Groth)
- Die Borussen kommen. Beobachtungen bei der Bundesliga. (23. Februar 1964, von Wilhelm Bittorf, Sprecher Hannes Groth)
- Ödenwaldstetten. Ein Dorf ändert sein Gesicht. (18. August 1964, von Peter Nestler und Kurt Ulrich, Sprecher Karl Ebert)
- Der Autokult. Beobachtungen von Wilhelm Bittorf. (25. August 1964, von Wilhelm Bittorf, Sprecher Robert Graf)
- Wahlkampf. Beobachtungen in den Wochen der Entscheidung. (13. Oktober 1965, von Wilhelm Bittorf und Helmuth Rompa)
- Madison Avenue. Beobachtungen im Werbegeschäft. (7. Dezember 1965, von Wilhelm Bittorf)
- Die Konjunktur-Geschädigten. Beobachtungen unter deutschen Kurgästen. (10. Mai 1966, von Roman Brodmann, Sprecher Charles Wirths)
- Die Misswahl. Beobachtungen bei einer Schönheitskonkurrenz. (30. Juni 1966, von Roman Brodmann, Sprecher Charles Wirths)
- Kunst und Ketchup. Ein Bericht über Pop-Art und Happening. (14. Dezember 1966, von Elmar Hügler, Sprecher Charles Wirths)
- Der Polizeistaatsbesuch. Beobachtungen unter deutschen Gastgebern. (26. Juli 1967, von Roman Brodmann, Sprecher Alwin Michael Rueffer)
- Verkaufsmaschine Supermarkt (21. Juni 1972, von Wolfgang Menge, Sprecher Werner Bruhns)
- Die ausgezeichneten Deutschen. Beobachtungen unter Ordensträgern. (15. Juli 1973, von Roman Brodmann)

## DVDs
Ausgewählte Episoden wurden im Jahr 2011 in einer editierte DVD-Ausgabe als DVD-Box veröffentlicht. Dabei wurden 16 Episoden auf fünf DVDs – die jeweils einem Thema zugeordnet sind – mit PDF-Dateien und einem begleitenden Booklet veröffentlicht. Die DVD-Box unter dem Titel „Zeichen der Zeit – Beobachtungen aus der Bundesrepublik (1956–1973). Die Filme der Stuttgarter Schule“ wurde von absolut Medien in Zusammenarbeit mit Haus des Dokumentarfilms und Kay Hoffmann verlegt.
- DVD 1: Politik

(Filme: Die Vergessenen; Der Polizeistaatsbesuch; Die ausgezeichneten Deutschen; Bonus: Das Beste an der ARD sind ihre Anfänge)
- DVD 2: Sport

(Filme: Tortur de France; Die Borussen kommen; Die Misswahl)
- DVD 3: Frauen

(Filme: Die unzufriedenen Frauen; Eine Hochzeit; Wegnahme eines Kindes)
- DVD 4: Militarismus

(Filme: Die deutsche Bundeswehr; Schützenfest in Bahnhofsnähe; Eine Einberufung)
- DVD 5: Arbeit und Kultur

(Filme: Ödenwaldstetten; Der Untergang der Graf Bismarck; Kunst und Ketchup; Fernsehfieber)